# サンタル語
サンタル語（サンタルご、ᱥᱟᱱᱛᱟᱲᱤ：[santaɽi]）は、オーストロアジア語族のムンダ語派に属する言語である。
インド憲法の第8付則言語の一つである。
サンタリ語、サンターリー語とも表記する。
インドのジャールカンド州、アッサム州、ビハール州、オリッサ州、トリプラ州、西ベンガル州に、またバングラデシュ、ネパール、ブータンに話者がいる。

## 文字
表記はラテン文字または、オル・チキ文字を使用する。
デーヴァナーガリー、ベンガル文字、オリヤー文字も使用する。